# Касательное пространство Зарисского
Касательное пространство Зарисского — конструкция в алгебраической геометрии, позволяющая построить касательное пространство в точке алгебраического многообразия. Эта конструкция использует не методы дифференциальной геометрии, а только методы общей, и, в более конкретных ситуациях, линейной алгебры.

## Мотивировка
Рассмотрим плоскую алгебраическую кривую, заданную полиномиальным уравнением
{\displaystyle F(x,y)=0.}
Опишем касательное пространство к этой кривой в начале координат. Выбросим из уравнения все члены порядка больше первого, останется уравнение
{\displaystyle ax+by=0.}
Возможны два случая: либо {\displaystyle a=b=0}, в этом случае касательное пространство определяется как вся аффинная плоскость (все её точки удовлетворяют уравнению выше), в этом случае начало координат является особой точкой кривой. В противном случае, касательное пространство — это прямая, рассматриваемая как одномерное аффинное пространство. (Более точно, в исходной аффинной плоскости нет никакого начала координат. Однако при определении касательного пространства в точке p естественно выбрать начало координат в этой точке.)

## Определение
Кокасательное пространство локального кольца {\displaystyle R} с максимальным идеалом m определяется как
{\displaystyle {\mathfrak {m}}/{\mathfrak {m}}^{2}}
где m2 — произведение идеалов. Кокасательное пространство является векторным пространством над полем вычетов {\displaystyle k=R/{\mathfrak {m}}}. Векторное пространство, двойственное к нему, называется касательным пространством R.
Это определение обобщает данный выше пример на более высокие размерности. Грубо говоря, {\displaystyle R} — это кольцо ростков функций в точке p. Это кольцо локально, его максимальный идеал — ростки функций, равных нулю в p (максимальный идеал локального кольца состоит в точности из необратимых элементов). Так как точка p принадлежит многообразию, нас интересуют только элементы m, факторизация по m2 соответствует выбрасыванию членов больших степеней. Поскольку мы начинали с кольца функций, {\displaystyle {\mathfrak {m}}/{\mathfrak {m}}^{2}} соответствует «линейным функционалам» на касательном пространстве, то есть пространству, двойственному к касательному.
Касательное пространство {\displaystyle T_{P}(X)} и кокасательное пространство {\displaystyle T_{P}^{*}(X)} к схеме X в точке P — это (ко)касательное пространство локального кольца {\displaystyle {\mathcal {O}}_{X,P}}. Благодаря функториальности Spec, естественное отображение факторизации {\displaystyle f:R\rightarrow R/I} индуцирует гомоморфизм {\displaystyle g:{\mathcal {O}}_{X,f^{-1}(P)}\rightarrow {\mathcal {O}}_{Y,P}}, где X=Spec(R), P — точка Y=Spec(R/I). Этот гомоморфизм часто используют для вложения {\displaystyle T_{P}(Y)} в {\displaystyle T_{f^{-1}P}(X)} (например, касательное пространство многообразия, вложенного в аффинное пространство, естественным образом вложено в касательное пространство аффинного пространства). Так как морфизмы полей инъективны, сюръекция полей вычетов, индуцированная g, является изоморфизмом. Таким образом, g индуцирует морфизм k касательных пространств, поскольку
{\displaystyle {\mathfrak {m}}_{P}/{\mathfrak {m}}_{P}^{2}}
{\displaystyle \cong ({\mathfrak {m}}_{f^{-1}P}/I)/(({\mathfrak {m}}_{f^{-1}P}^{2}+I)/I)}
{\displaystyle \cong {\mathfrak {m}}_{f^{-1}P}/({\mathfrak {m}}_{f^{-1}P}^{2}+I)}
{\displaystyle \cong ({\mathfrak {m}}_{f^{-1}P}/{\mathfrak {m}}_{f^{-1}P}^{2})/\mathrm {Ker} (k).}
Так как k сюръективен (является гомоморфизмом факторизации), то двойственное линейное отображение {\displaystyle k^{*}:T_{P}(Y)\rightarrow T_{f^{-1}P}(X)} инъективно (является вложением).

## Аналитический случай
Если V — подмногообразие n-мерного векторного пространства, определённое идеалом I (идеалом функций, равных нулю на этом многообразии), кольцу R соответствует кольцо Fn/I, где Fn — кольцо ростков гладких/аналитических/голоморфных функций на векторном пространстве, I — ростки функций из идеала. Тогда касательное пространство Зарисского в точке x — это
{\displaystyle {\mathfrak {m}}_{x}/(I+{\mathfrak {m}}_{x}^{2}),}
где {\displaystyle {\mathfrak {m}}_{x}} — идеал функций соответствующего типа, равных нулю в точке x.
В примере с алгебраической кривой, {\displaystyle I=(f)}, а {\displaystyle (I+{\mathfrak {m}}_{x}^{2})=(ax+by+{\mathfrak {m}}_{x}^{2}).}

## Свойства
Если R — нётерово локальное кольцо, размерность касательного пространства не меньше размерности R:
{\displaystyle \mathrm {dim} \;{\mathfrak {m}}/{\mathfrak {m}}^{2}\geqslant \mathrm {dim} \;R.}
R называется регулярным кольцом, если выполняется равенство. Если локальное кольцо многообразия V в точке x регулярно, говорят, что x — регулярная точка многообразия. В противном случае x называется особой точкой.
Существует интерпретация касательного пространства при помощи гомоморфизмов в кольцо дуальных чисел {\displaystyle k[t]/(t^{2}).} На языке схем, морфизмы из Spec k[t]/t2 в схему X над k соответствует выбору рациональной точки x ∈ X(k) (точки с координатами из поля k) и элемента касательного пространства в точке x. Таким образом, эти морфизмы имеет смысл называть касательными векторами.